# 国鉄キ100形貨車

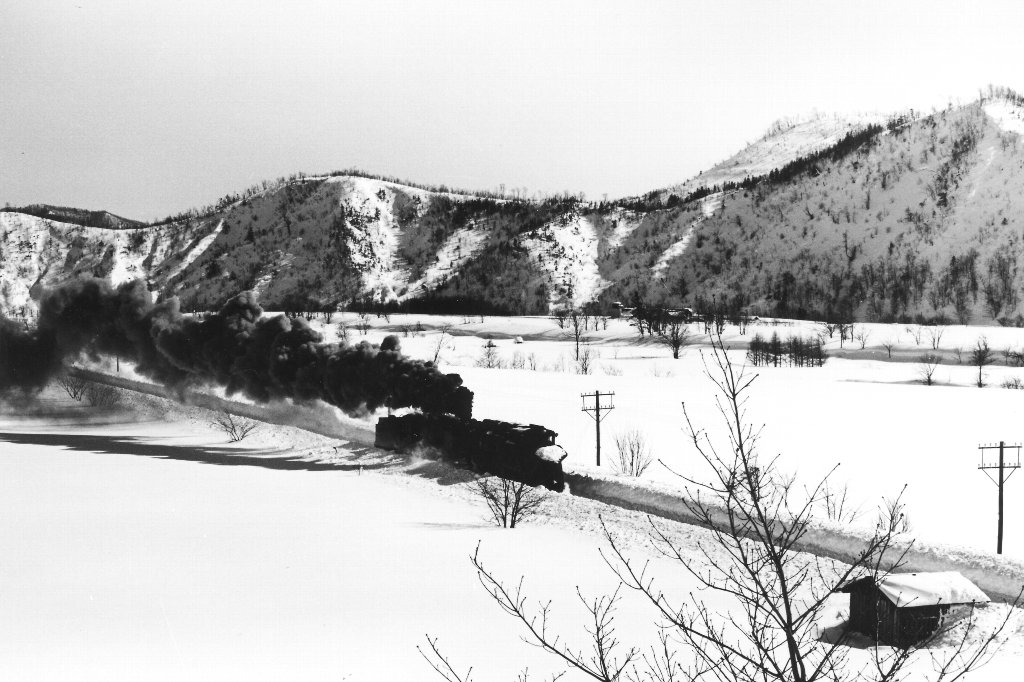
名寄本線を走るキ100形（1973年3月）

国鉄キ100形貨車（こくてつキ100がたかしゃ）は、かつて鉄道省、日本国有鉄道（国鉄）及び1987年（昭和62年）4月の国鉄分割民営化後は北海道旅客鉄道（JR北海道）に在籍した事業用貨車（単線用ラッセル式雪かき車）である。

## 概要
キ100形は、国鉄初の単線用鋼製ラッセル除雪車として、1928年（昭和3年）12月28日から1956年（昭和31年）にかけて176両（キ100 - キ257、キ276 - キ293）が苗穂・大宮・浜松・土崎・郡山の各国鉄工場と、飯野産業（飯野重工業）・立山重工業において製造された。
また1953年（昭和28年）に苗穂工場、新津工場において単線用木製ラッセル車キ400形（2代）18両（キ400 - キ407,キ409 - キ418→キ258 - キ275）を鋼体化改造した。その結果キ400形は形式消滅しキ100形に編入したものである。（これは昭和27年度貨車更新修繕 1952年（昭和27年）5月23日通達車客修第711号に基づくものである）改造前（キ400形）の常備駅が北海道内の車は苗穂工場で、残りの車は新津工場という分け方で改造工事を行った。
機関車に押されて走行しながら、くさび形になった前頭部で線路上の雪をすくい上げ、左右に付いた翼のようなものではね飛ばして除雪する。形状としては、前述のように前頭部がくさび形をしているため船舶のように見え、また、機関車の前位に連結されることが前提のため、運転席のような前面窓や前照灯を備えており、機関車のような形状をしている。

## 構造
構造的には前部が操縦室と一体になったラッセル部、後部が機械室となっている。
ラッセル前頭部はくさび形となっており、ここで線路上に積もった雪を掻き分ける構造となっている。この前頭形状については、当初はキ100 - キ143が農具の鋤のように下部が延びた延鋤形、キ144 - キ172がラッセル面が曲面状の流線形、キ173 - キ293はラッセル面が平板の直線形となっていたが、その後直線形の優位性が認められたため、大部分が直線型に改造された。ただ、直線型といっても製造及び改造された工場によって微妙に形状に差異があり、ラッセル部上部にあるひさし状の雪返し（掻き分けた雪がラッセル部の上に巻き上がって運転室からの視界を遮らないようにするための庇状の部分）の長さや先端部形状、ラッセル面と雪返しとの接合部分の曲面のRの大きさ等が車輌によって異なっている。また、キ273については、1962年に除雪抵抗の減少を図るという目的で前頭部形状が試験的にパラボラ形（後方に若干傾斜した円筒形に近い）に改造されたが、排雪抵抗は約60%に減少したものの抵抗が減ったために投雪距離が短く、線路の両側に雪の壁ができてしまい保線に不都合が生じる事が判明。このため他車への追加改造は行われなかった。
ラッセル前頭部の「舳先」部分の最下端には、フランジャと呼ばれる可動式の爪があり、踏切や分岐器等支障のある箇所以外ではこのフランジャを下ろして線路間に溜まった雪を除雪する。
操縦室の前面形状は、前頭形状と同様にこれも車両によって異なっており、ラッセル部と同じ角度を持つV字形や三面形、平形（非常に緩い角度のついたV字形）等の形状があり、前面窓数もV字形は4枚、三面形が3枚、平形が2枚となっている。後年、前面窓への着雪防止から旋回窓を取り付けた車両や、前面窓をHゴム支持化した車両も見受けられた。また、視界確保の点から、前面窓部に箱状の雪除け覆いのようなものを改造・設置した車両も存在した。
前照灯は150W形のLP42が取り付けられているのが標準であるが、視界困難な状況で運用されることを反映してか、250W形のLP403やシールドビームに換装したもの、補助灯を追加設置したものも比較的良くみられた。また、つららによる破損防止等の目的で、前照灯に庇や円筒形のカバーが付けられているものが多かった。
操縦室後ろにある機械室の左右側面には大型の除雪翼があり、これを左右に展開することにより、前頭ラッセル部が掻き分けた雪をさらに線路脇に押し退けることができる。この左右除雪翼や前頭ラッセル部下端のフランジャを動作させるのは全て空気シリンダによって行われているため、機械室屋根には機関車から送られてくる圧縮空気を溜めておくエアタンクを6基備えている。
台車は、戦前製のものはアーチバー式のTR20、戦後製はベッテンドルフ式のTR41を装備しているが、前位の台車は除雪時の安定性確保の面から、枕ばねのない構造(TR42)となっている。

## 経過
| 年度 | 両数 |
| ---- | ---- |
| 1951 | 147  |
| 1952 | 175  |
| 1953 | 180  |
| 1954 | 188  |
| 1955 | 191  |
| 1956 | 193  |
| 1960 | 193  |
| 1965 | 168  |
| 1970 | 127  |
| 1975 | 95   |
| 1980 | 41   |
| 1985 | 6    |

本形式は、除雪車の主力として全国の降雪地帯で使用されたが、除雪列車の近代化と経費削減の観点からラッセル式除雪装置の付いたディーゼル機関車DD15形・DD21形・DE15形の増備や機械扱いの排雪モーターカーの普及により、老朽化も相まって次第に姿を消していった。大半の車両は1987年（昭和62年）の国鉄分割民営化以前に廃車となっているが、標津線用としてキ176, キ276の2両が北海道旅客鉄道（JR北海道）に継承された。これら2両も1989年（平成元年）の標津線廃止により廃車となり、本形式も全廃となった。
なお、一部車輌は国鉄時代に他社への譲渡がなされ、2019年現在も稼動状態にある車輌も存在する。

### 他社への譲渡
- 1968年（昭和43年）5月キ116が新潟交通に譲渡され、キ116となった。1999年（平成11年）路線廃止により廃車。
- 1968年（昭和43年）キ104が弘南鉄道に譲渡され、キ104となった。1929年製造から90年を経て、2019年シーズンも現役として稼働中[1]。
- 1968年（昭和43年）キ120が津軽鉄道に譲渡され、キ101となった。
- 1969年（昭和44年）キ134が小坂鉄道に譲渡され、キ115となった。この車番は、譲渡前の配置が新津区であったことから導入に際し「イチゴ（エチゴ）」を充てられたことに由来する[2]。エメラルドグリーンの塗色で文字通りの異色の存在であった[2]。2008年（平成20年）路線休止（廃止）により廃車。なお旧小坂駅跡に設けられた小坂鉄道レールパークにて排雪ウィングの稼働する動態保存がなされている[2]。
- 1975年（昭和50年）キ157が弘南鉄道に譲渡され、キ105となった。

この内、津軽鉄道と弘南鉄道の車両は、2017年シーズンも現用となっている。

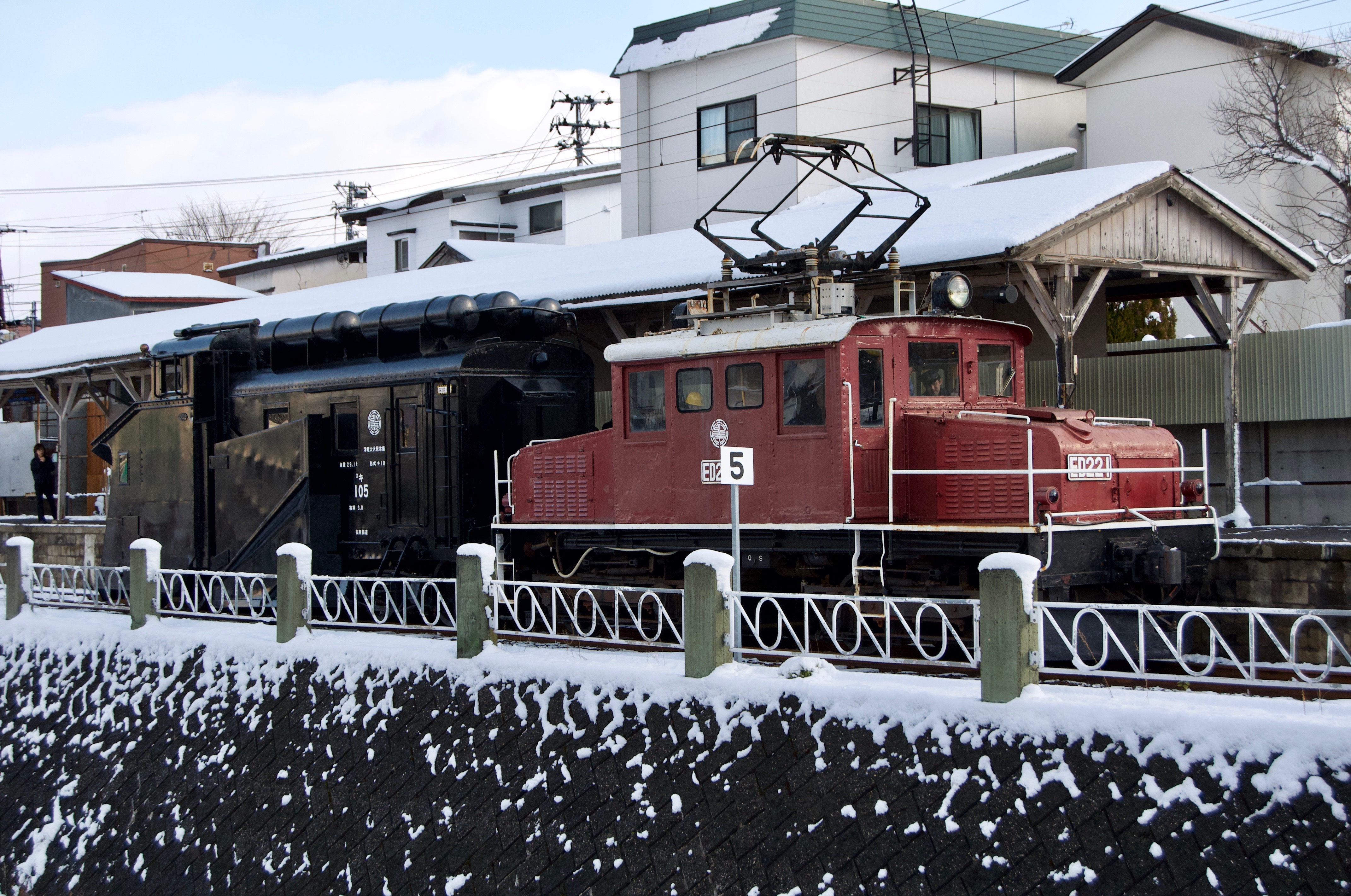
弘南鉄道ED22 1とキ105
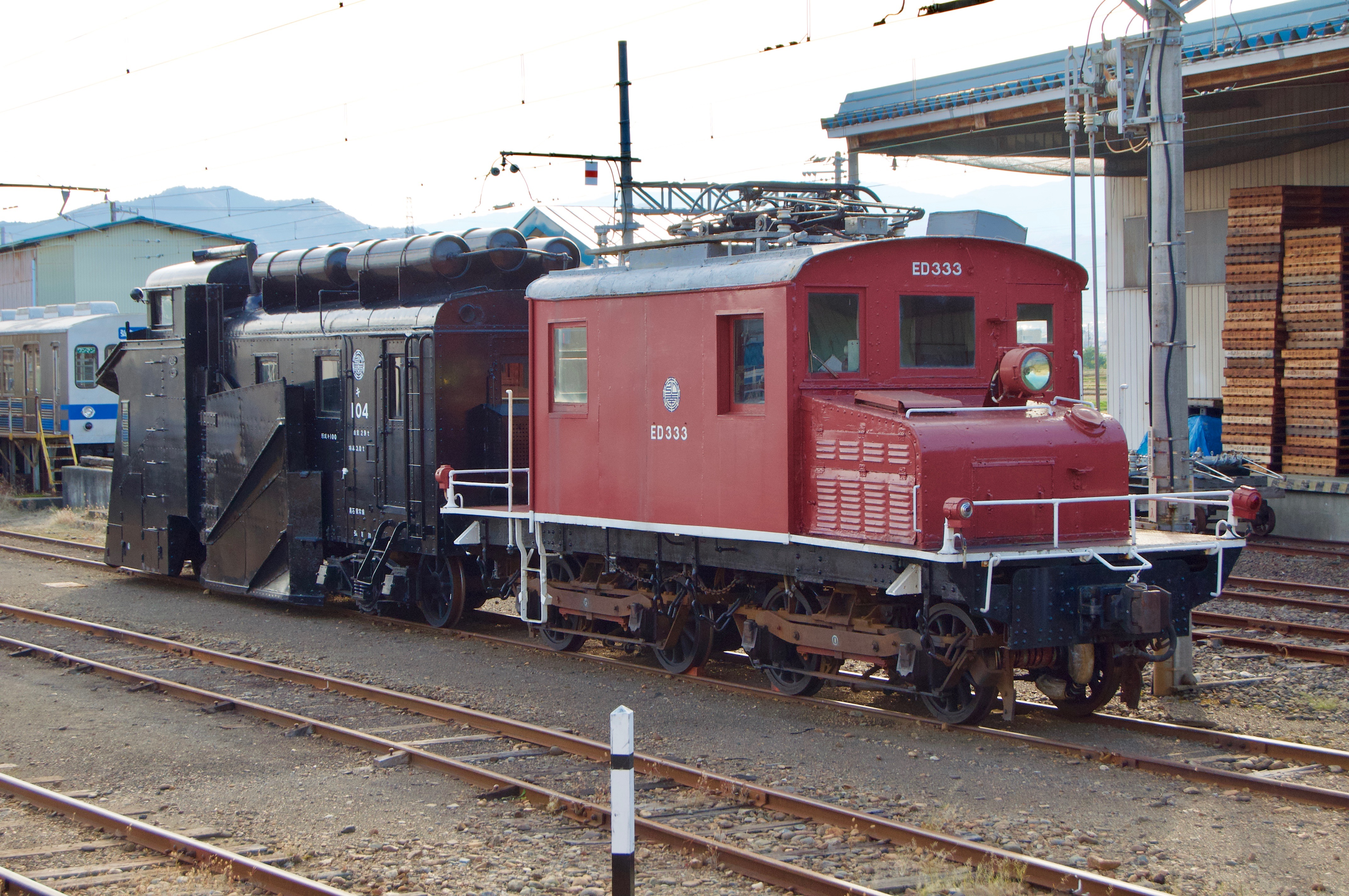
弘南鉄道ED33 3とキ104
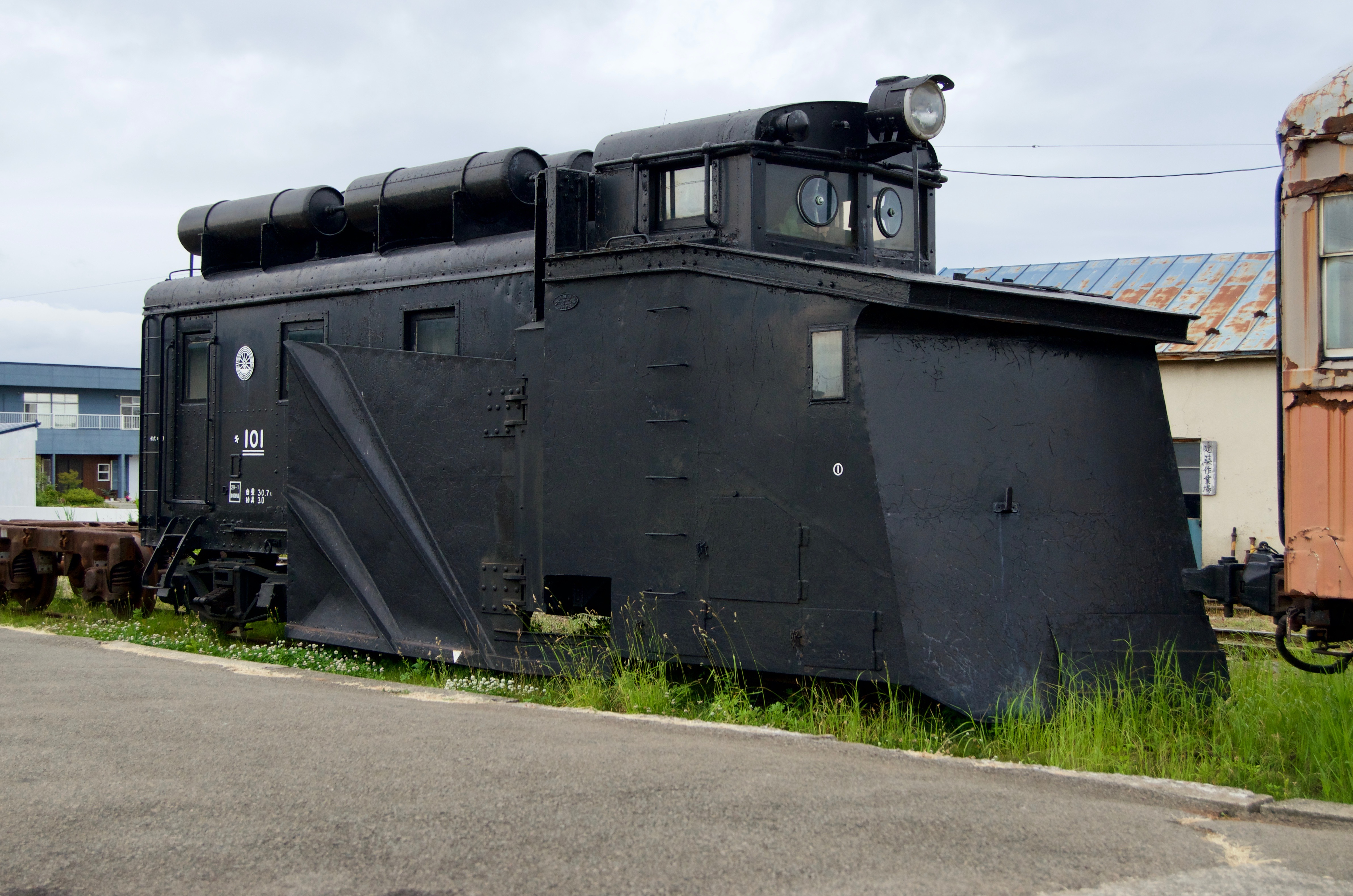
津軽鉄道キ101

### 他形式への改造
キ100形の内31両は、1961年（昭和36年）から1968年（昭和43年）にかけて旭川工場、土崎工場、新津工場、松任工場、長野工場にて、複線用ラッセル車であるキ550形（キ589 - キ599、キ1550 - キ1569）に改造された。

## 民間向けの同形車

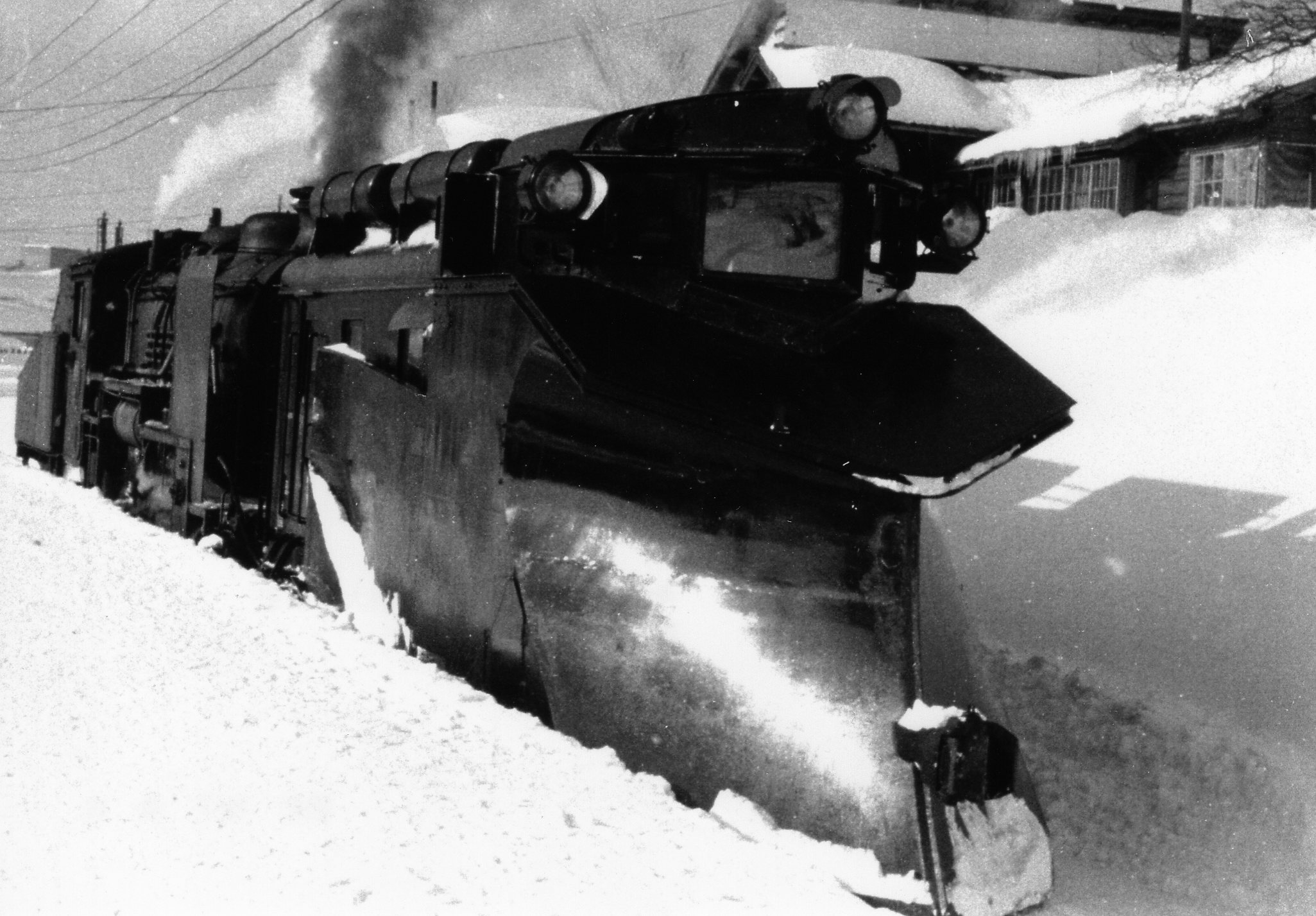
三菱石炭鉱業大夕張鉄道キ1

キ100形に準じた設計で苗穂工場で2両製造されている。
- 美唄鉄道キ101。1929年（昭和4年）製。路線廃止により1972年（昭和47年）廃車。
- 三菱石炭鉱業大夕張鉄道キ1。1940年（昭和15年）製。路線廃止により1987年（昭和62年）廃車。

## 保存車
| 画像 | 番号  | 所在地                                                                           | 備考                                                                               |
| ---- | ----- | -------------------------------------------------------------------------------- | ---------------------------------------------------------------------------------- |
|      | キ277 | 北海道紋別郡滝上町元町 滝上町郷土館                                              | 39628と連結されている。                                                            |
|      | キ229 | 北海道北見市常盤町1丁目 オホーツク鉄道歴史保存会                                 | 個人所有                                                                           |
|      | キ276 | 北海道野付郡別海町西春別駅前西町1-2 別海町鉄道記念公園 （西春別駅跡）            | D51-27・ヨ4642と連結されている。                                                   |
|      | キ274 | 北海道三笠市幌内町2丁目287 三笠鉄道記念館                                        |                                                                                    |
|      | キ270 | 北海道小樽市手宮1丁目3-6 小樽市総合博物館                                        |                                                                                    |
|      | キ228 | 岩手県北上市立花13地割67 北上市立公園展勝地                                      | 北上線で使用された。C58 342・ワフ29826と並べられている。                           |
|      | キ115 | 秋田県鹿角郡小坂町小坂鉱山字古川20-9 小坂鉄道レールパーク                        | 旧国鉄キ134。小坂鉄道に譲渡され改番。同鉄道廃止後に動態保存（上記参照）。          |
|      | キ287 | 福島県喜多方市熱塩加納町熱塩 日中線記念館 （旧熱塩駅跡）                         | オハフ61 2752と連結されている。                                                    |
|      | キ172 | 福島県耶麻郡西会津町 如法寺                                                      | キ621と連結されている。                                                            |
|      | キ116 | 新潟県新潟市南区月潟2916 旧月潟駅構内                                            | 新潟交通に譲渡され同線廃止まで使用されたのち保存。モハ11・モワ51と連結されている。 |
|      | キ209 | 石川県白山市新田町 西日本旅客鉄道（JR西日本） 金沢総合車両所松任本所 ※通常非公開 | 一般公開時に展示されることがある。2023年2月解体済                                  |
|      | キ132 | 岐阜県高山市昭和町2丁目45-1 昭和児童公園                                         | 19648と連結されている。                                                            |
|      | キ182 | 鳥取県米子市日ノ出町2丁目1-1 JR西日本後藤総合車両所                              |                                                                                    |
|      | キ165 | 京都府与謝郡与謝野町字滝941-2 加悦SL広場                                         |                                                                                    |

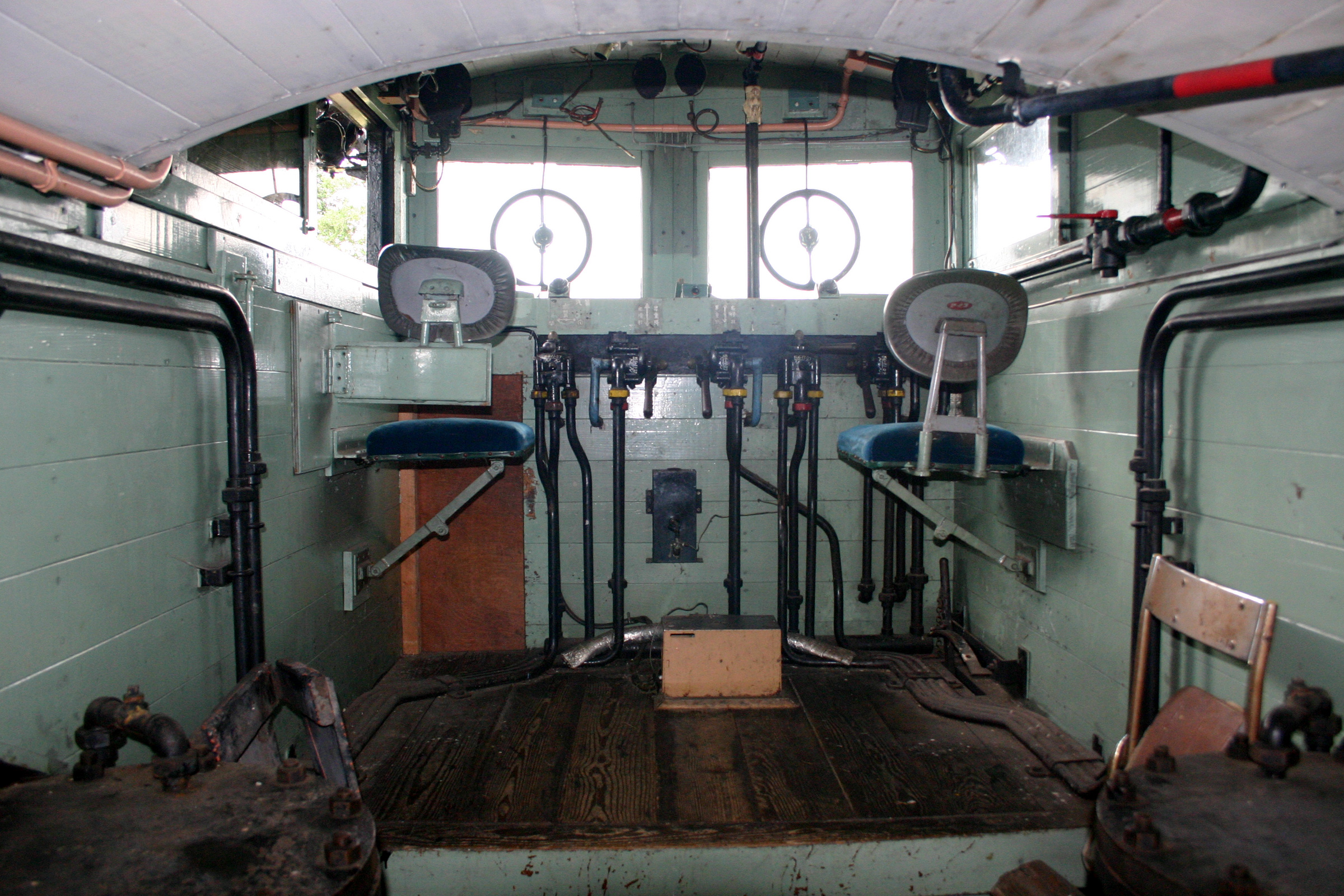
旧日中線の熱塩駅に保存されているキ287の操縦室内
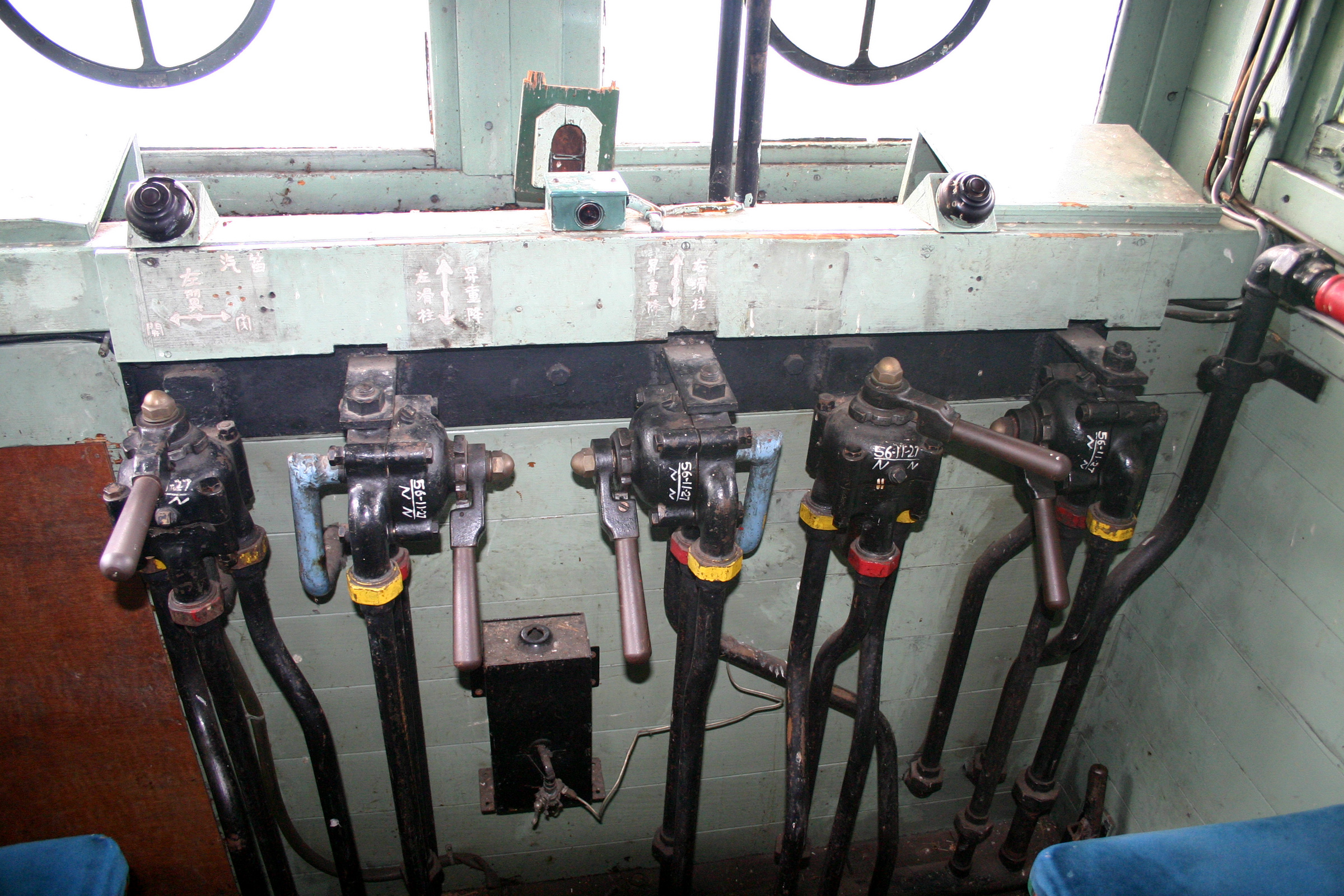
キ287の除雪翼操作レバー